# Phil Olsen
Phil Olsen, född 31 januari 1957, död 15 mars 2020, var en friidrottare från Kanada. Han deltog vid olympiska sommarspelen 1976.